# Abbaye Notre-Dame de la Perrigne
L'abbaye de la Perrigne était située à Saint-Corneille, dans la Sarthe.

## De la fondation à la fin du Moyen Âge
Au début du XVIIIe siècle, Saint-Corneille est partagé entre plusieurs domaines seigneuriaux. Une partie du village dépend de l’abbaye de la Perrigne, abbaye de sœurs vivant sous l’habit et la règle de saint Augustin et dont l’histoire est parallèle sinon commune à l’abbaye des Filles-Dieu du Mans. Une autre partie des terres du village dépendent de la baronnie de Touvoie, seigneurie ecclésiastique dépendant directement de l’évêché du Mans. Une dernière partie, enfin, est sous l’autorité de la vicomté de Bresteau et du marquisat de Montfort-le-Rotrou.
Le domaine de la Perrigne se situe à peu de distance au nord-ouest du bourg de Saint-Corneille. Des bâtiments anciens, il ne reste aujourd’hui presque plus rien. L’acte le plus ancien trouvé dans les archives du monastère remonte à la veille de l’Ascension 1303. Il fait état de la présence en ce lieu depuis un temps indéterminé d’un prieuré de « Filles » vivant sous l’habit et la règle de saint Augustin.
Léonce Celier, dans sa thèse sur Les Actes des évêques du Mans jusqu’à la fin du XIIIe siècle, a fait part de sa découverte dans les archives de l’abbaye du Pré, d’un acte plus ancien d’un demi-siècle (juillet 1252), concernant un accord entre les deux abbayes sur les biens apportés par la fille d’un bourgeois. Les premières traces de l’existence de l’abbaye de la Perrigne remontent à 1240 environ. Mais en 1245, la communauté de « Filles » de la Perrigne, alors sous le vocable de Notre Dame, n’en était encore qu’à la construction des premiers bâtiments pour lesquels Robert de Touvoie fut nommé leur administrateur. Le monastère ne semble pas avoir perçu de ressources régulières jusqu’en 1303, hormis celles provenant du domaine de la Perrigne. Dom G.-M. Oury avance cependant l’hypothèse de dons d’évêques du Mans qui étaient propriétaires dès le XIe siècle du domaine et château de Touvoie, tout proche. En 1303, un chevalier, Guillaume d’Usages, vidame du Mans et grand dévot de Saint Louis, dota le monastère d’une rente annuelle et perpétuelle de 40 livres à condition que celui-ci porte le nom de Saint-Louis-d’Usages, qu’il soit élevé au rang d’abbaye, compte un effectif permanent de 30 moniales dont une de la famille du donateur qui serait reçu sans dotation ni pension à l’âge de treize ans accomplis sous réserve des qualités spirituelles et corporelles requises pour la vie religieuse, afin de protéger les moniales des vocations forcées d’infirmes dont la famille aurait discrètement voulu se débarrasser.

## L'Époque moderne, l'opposition des deux clergés
Probablement par la volonté positive des évêques du Mans, et à la suite de multiples donations, l’abbaye forma une quasi-paroisse ; les religieuses, leur chapelain, leurs hôtes permanents, les serviteurs du dedans, mais également les tenanciers des exploitations touchant la clôture et appartenant aux religieuses, les serviteurs du dehors, les locataires des maisons adjacentes considéraient l’église de l’abbaye comme celle de leur paroisse pour l’accomplissement du devoir pascal, l’assistance à la messe dominicale, la réception des sacrements impliquant juridiction (pénitence, viatique, extrême-onction), la sépulture ecclésiastique… Cependant, le monastère n’a jamais possédé de fonts baptismaux et le cas le plus délicat restait celui des mariages. Ce dernier cas opposa une première fois l’abbaye au curé de Saint Corneille et la contestation fut tranchée en dernière instance au Châtelet de Paris où le curé Jehan Moreau dut reconnaître, le 31 janvier 1484 (1485) que l’abbesse, les sœurs et leur chapelain avaient le droit de faire annoncer dans leur église les bans de mariage et d’y faire pratiquer les solennités des épousailles, la coutume étant au moins centenaire. Tel fut le cas jusqu’au concile de Trente (1545-1549 ; 1551-1552 ; 1562-1563), convoqué par Paul III et clôturé par Pie IV, qui fixa la législation en ce domaine : les prêtres devenant les seuls témoins authentiques et légaux des mariages sur tout le territoire de sa paroisse. 
Le second litige qui allait opposer l’abbaye à un prêtre de Saint Corneille s’étalera de 1715 à 1730 et le susdit prêtre sera P. François Thomas. Messire François Thomas, second curé résident de Saint Corneille, posa, ne serait-ce que par son statut, un problème inconnu jusqu’alors pour le village. Jusqu’à une époque voisine, les curés ne résidaient pas et affermaient le temporel de leur église, avec les profits casuels, à d’autres prêtres chargés d’en acquitter les obligations. Pendant près de vingt ans, les chapelains de la communauté avaient ainsi tenu les registres de la paroisse, ce qui ne simplifiait pas le problème. Dans le contexte de la réforme pastorale des XVIIe et XVIIIe siècles, P. François Thomas se préoccupa de ramener sous son autorité la totalité de ses ouailles, y compris la portion qui considérait l’église abbatiale comme sa véritable paroisse. Les religieuses se montraient d’ailleurs attachées à leur droit et mentionnaient cette appartenance de manière explicite dans les baux, les locations (l’abbaye possédait un domaine foncier de près d’un millier d’hectares) et les contrats de travail de leurs domestiques. Le 10 juillet 1715, P. François Thomas demanda une consultation au Conseil du roi à ce sujet, l’affaire se compliquait de la perception des dîmes. Il s’ensuivit une série de procédures entre Me François Thomas et l’abbaye au sujet de la perception de ces dîmes que le curé entendait uniforme sur l’étendue de sa paroisse. Aux archives diocésaines du Mans, les pièces s’échelonnent sur une quinzaine d’années. Cet événement nous laisse donc percevoir une tension plus ou moins certaine dans la « scission » religieuse d’alors au sein du village.

### Articles liés
- Liste d'abbayes augustiniennes de France